# Tipula caucasiensis
Tipula caucasiensis är en tvåvingeart som beskrevs av Theowald 1978. Tipula caucasiensis ingår i släktet Tipula och familjen storharkrankar. Inga underarter finns listade i Catalogue of Life.